# Tom Slončík
Tom Slončik (21 dicembre 2004) è un calciatore ceco, centrocampista dell'Hradec Králové in prestito dal Viktoria Plzeň.

## Carriera

### Club
Slončik è cresciuto nel settore giovanile dello Trinity Zlín ed ha debuttato in prima squadra il 25 febbraio 2023 nell'incontro di 1. liga perso 3-2 contro lo Sparta Praga. Ha segnato i suoi primi gol il 26 aprile seguente mettendo a segna una doppietta nel 4-1 al Bohemians 1905.
Il 3 giugno 2024 è stato acquistato a titolo definitivo dal Viktoria Plzeň.
A Gennaio 2025 passa in prestito all'Hradec Králové, prestito rinnovato anche ad Agosto 2025.

### Nazionale
Ha giocato con le nazionali giovanili ceche Under-19, Under-20 ed Under-21.

## Statistiche

### Presenze e reti nei club
Statistiche aggiornate al 26 novembre 2024.
| Stagione            | Squadra             | Campionato          | Campionato | Campionato | Coppe nazionali | Coppe nazionali | Coppe nazionali | Coppe continentali | Coppe continentali | Coppe continentali | Altre coppe | Altre coppe | Altre coppe | Totale | Totale | Totale |
| Stagione            | Squadra             | Comp                | Pres       | Reti       | Comp            | Pres            | Reti            | Comp               | Pres               | Reti               | Comp        | Pres        | Reti        | Pres   | Reti   |        |
| ------------------- | ------------------- | ------------------- | ---------- | ---------- | --------------- | --------------- | --------------- | ------------------ | ------------------ | ------------------ | ----------- | ----------- | ----------- | ------ | ------ | ------ |
| 2022-2023           | Trinity Zlín        | 1L                  | 14+1       | 2+0        | CRC             | 0               | 0               | -                  | -                  | -                  | -           | -           | -           | 15     | 2      |        |
| 2023-2024           | Trinity Zlín        | 1L                  | 31         | 5          | CRC             | 3               | 0               | -                  | -                  | -                  | -           | -           | -           | 34     | 5      |        |
| Totale Trinity Zlín | Totale Trinity Zlín | Totale Trinity Zlín | 46         | 7          |                 | 3               | 0               |                    | -                  | -                  |             | -           | -           | 49     | 7      |        |
| 2024-2025           | Viktoria Plzeň      | 1L                  | 7          | 2          | CRC             | 1               | 0               | UEL                | 3                  | 0                  | -           | -           | -           | 11     | 2      |        |
| Totale carriera     | Totale carriera     | Totale carriera     | 53         | 9          |                 | 4               | 0               |                    | 3                  | 0                  |             | -           | -           | 60     | 9      |        |